# Ужгородські ентомологічні читання
Ужгородські ентомологічні читання — щорічне зібрання науковців-ентомологів, які займаються питаннями вивчення біорізноманіття, ведення моніторингу та охорони комах.

## З історії читань

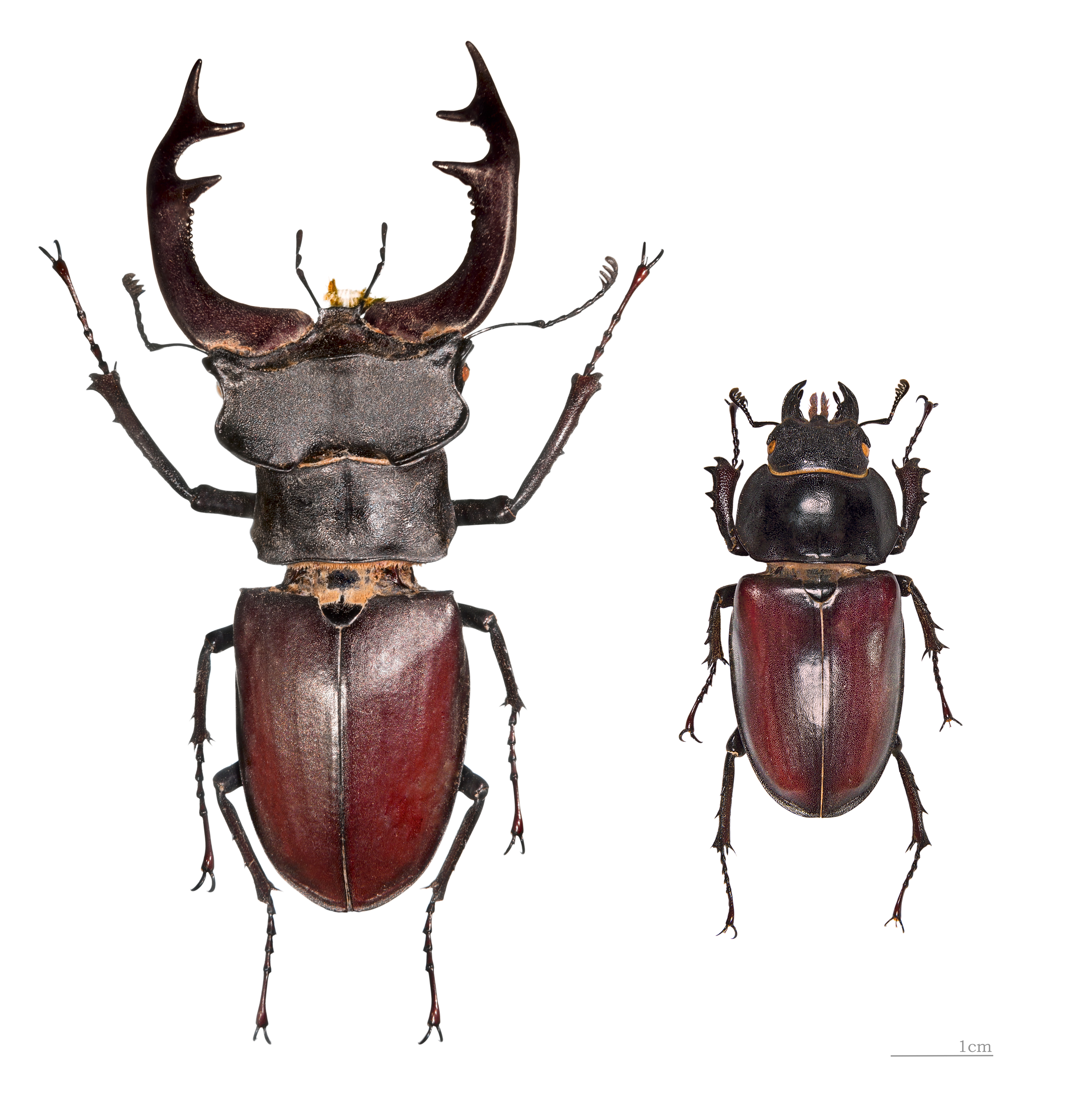
Імаго лукануса, самець і самка.

Ініціаторами читань та організаторами більшості зустрічей є ентомологи Ужгородського університету, а надто Володимир Рошко[джерело?]. Унікальність Ужгорода як наукового центру в галузі ентомології полягає в тому, що Ужгородський університет — єдиний класичний університет в країні, в якому збереглася кафедра ентомології. Завідувач цієї кафедри Володимир Рошко разом із своїми колегами і виступив з такою ініціативою (наразі ця кафедра має назву «Кафедра ентомології та збереження біорізноманіття»).
Читання започатковано 2001 року і відтоді їх проводять щороку. 
На емблемі читань — жук-олень, або луканус (Lucanus cervus Linnaeus, 1758) — найбільша комаха у фауні не тільки Закарпаття, але й Європи в цілому (якщо не рахувати метеликів із розправленими крилами), і точно найбільший жук нашої фауни. Луканус внесений до Червоної книги України.

## Схема проведення читань
Читання проводять восени, переважно у ІІ половині вересня або на початку жовтня.
Їхня тривалість становить звичайно три дні.
Читання включають дві основні частини:
- пленарну (переважно при кафедрі, в стінах Ужгородського університету),
- теренову (на біостанції УжНУ в Колочаві або в одному із заповідних об'єктів Карпатського регіону).

Особливістю цих читань є дружній дух, властивий аналогічним ентомологічним зібранням — Львівська ентомологічна школа, чи за суміжними спеціальностями, зокрема Теріологічна школа, Вивчення птахів басейну Сіверського Дінця, Подільська орнітологічна школа, і помітно відрізняється від значно більш формалізованої атмосфери наукових з'їздів, конференцій і семінарів. Ці читання організуються самими учасниками, фактично власним коштом і у вільний від основної роботи час. Зазвичай читання тривають три дні, з п'ятниці до неділі: перший з них — власне конференційний, другий — екскурсійний, третій — у формі круглого столу.

## Учасники читань

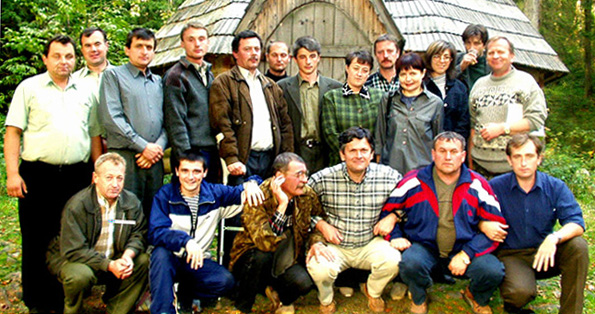
Учасники третіх Ужгородських ентомологічних читань. Колочава, біля оз. Синевир, 26-28 вересня 2003.

Щороку в читаннях беруть участь близько 15-25 фахівців і до 10 початківців (магістранти, аспіранти).[джерело?]
Від базової установи (УжНУ) основу групи незмінно складають
- Володимир Рошко, Василь Чумак, Олександр Мателешко, Владислав Мірутенко, Віталій Симочко, Павло Ловас, Михайло Матьковський;

Постійні учасники від інших установ
- академічні уставнови — Володимир Різун (ДПМ), Тарас Яницький (ДПМ), Ірина Коновалова (ДПМ),
- природоохоронні установи — Андрій Заморока (Галицький НПП), Неля Коваль (Ужанський НПП, співорганізатор 15-х читань).

## Видання праць
Окремі зустрічі завершувалися виданнями.
- 2004 року значний блок ентомологічних праць було вміщено у томі 17 Наукового вісника УжНУ (серія Біологія).
- 2015 року видано окремим випуском Матеріали 15-х читань (25-27 вересня 2015 року).